# Веніамін (Сахновський)
Єпи́скоп Веніамі́н (Сахно́вський; 1689 — † 8 квітня 1743, Воронеж) — український релігійний діяч у Румунії, Комі, Сетумаа та Московії. Також духовний перекладач, єпископ Російської православної церкви (безпатріаршої); єпископ Воронезький та Єлецький  РПЦ (б) (1742–1743), Вятський та Великопермський РПЦ (б) (1739–1742), Коломенський та Каширський РПЦ (б) (1731–1739).

## Єпископ
Народився в сім'ї православного протоієрея. За однією версією із сербського Косова, за іншою із міста Косів (тепер Івано-Франківська область). Юність провів у Румунії, де навчався у місцевих латинських школах. Добре володів румунською мовою, робив переклади текстів на слов'янську. Був знайомий із Пахомієм (Шпаковським), майбутнім Воронезьким митрополитом РПЦ (б).
Дізнавшись, що Пахомій у Воронежі, Веніамін потаємно пішов із батьківського дому і прийшов до архієрея. Пахомій постриг його в чернецтво і, рукопоклав у ієродиякона для архієрейського дому.
Рішенням Синоду РПЦ відправлений до імператорського флоту.
19 липня 1726 — призначений архімандритом Святогорського монастиря Псковської єпархії РПЦ (безпатріаршої).
1730 — переїхав до Сетумаа, де живе у Сетуському Печерському монастирі.
25 липня 1731 — хіротонія в єпископа Коломенського та Каширського РПЦ (б).
Про Веніаміна зберігся такий спогад: «Він був тілом статний, гучномовний і гостинний, і хоча сам був мало навчений, однак вчених дуже любив». Особлива зовнішність, як припускається, послугувала причиною його переводу до Вятки. Під впливом фаворита цариці Анни Іоановни — Бірона, який «яскравих зразків слов'янської краси на виду не любив», преосвященний Веніамін переведений до Вятської катедри.
18 травня 1739 — єпископ Вятський та Великопермський РПЦ (б).
Єпископ Веніамін вважав, що він не на своєму місці, по суті на засланні, і тому нічого робити не хотів.
2 грудня 1742 — єпископ Воронезької та Єлецької єпархії РПЦ (б).
Помер 28 березня 1743.